# ラモン・テン・ホーフェ
ラモン・テン・ホーフェ（Ramón ten Hove、1998年3月3日 - ）は、オランダ・スパイケニッセ出身のサッカー選手。エスビャウfB所属。ポジションはGK。

## 経歴
2011年にSBVエクセルシオールからフェイエノールトの下部組織に加入し、2018年6月13日、フェイエノールトと自身初のプロ契約を結んだ。
2019年7月6日、FCドルトレヒトに期限付き移籍をした。8月9日のNACブレダ戦でプロデビューを果たし、冬までの在籍で7試合に出場した
。

## タイトル
フェイエノールト
- エールディヴィジ : 1回 (2016-17)
- KNVBカップ : 1回 (2017-18)
- ヨハン・クライフ・スハール : 2回 (2017, 2018)